# Tunnel de l'Uetliberg
Le tunnel de l'Uetliberg (en allemand Uetlibergtunnel) est un tunnel autoroutier à deux tubes faisant partie de l'autoroute A3 dans le canton de Zurich en Suisse. D'une longueur de 4 420 mètres, il est ouvert à la circulation depuis le 4 mai 2009.